# Dekanat Hanau
Das Dekanat Hanau ist eines von zehn Dekanaten im römisch-katholischen Bistum Fulda. Es umfasst den ehemaligen Landkreis Hanau und die Stadt Hanau nördlich des Mains. Es grenzt im Osten an das Dekanat Kinzigtal, im Süden an das Bistum Würzburg, im Süd-Westen und im Norden an das Bistum Mainz sowie im Westen an das Bistum Limburg.
Dechant ist Andreas Weber, Pfarrer von St. Elisabeth, Hanau, sein Stellvertreter ist Dirk Krenzer, Pfarrer von Mariae Namen, Hanau.

## Geschichte
Mit der Dekanatsreform zum 1. April 2007 wurde das Dekanat Hanau als eines von zehn Dekanaten des Bistums Fulda neu errichtet. 

## Gliederung
Das Dekanat Hanau gliedert sich in die folgenden zwei Pastoralverbünde:
| Pastoralverbünde                             | zugehörige Pfarreien und Kuratien mit Filialen |
| -------------------------------------------- | --- |
| St. Bonifatius Bruchköbel-Niddertal-Erlensee | - St. Familia (Bruchköbel) mit der Filiale St. Bonifatius (Butterstadt) - Erlöser der Welt (Bruchköbel) - Christkönig (Schöneck) - Maria von der Immerwährenden Hilfe (Windecken) - Christkönig (Erlensee) |
| St. Christophorus am Main                    | - St. Maria – Hilfe der Christen (Niederdorfelden) - Hl. Kreuz (Bergen-Enkheim) mit der Filiale St. Nikolaus (Bergen-Enkheim) - St. Theresia vom Kinde Jesu (Bischofsheim) - St. Edith Stein (Dörnigheim) mit der Pfarrkirche Maria Königin (Dörnigheim) und den Filialen Allerheiligen (Dörnigheim) und St. Bonifatius (Hochstadt) - St. Klara und Franziskus (Hanau) mit der Pfarrkirche Mariae Namen (Hanau) und den Filialen St. Josef (Hanau), Hl. Geist (Hanau), St. Paul (Großauheim), St. Jakobus (Großauheim), Hl. Geist (Großauheim) sowie St. Laurentius (Großkrotzenburg) - St. Elisabeth (Hanau) |